# Эллонен, Виктор Вильгельмович
Виктор Вильгельмович Эллонен (22 августа 1891—1980, Ленинград) — советский художник-график, ваятель.

## Биография
Финского происхождения. Учился в частных студиях; Художественной школе М. Д. Бернштейна, затем в бывшей Академии художеств в Петрограде у Л. В. Шервуда и А. Т. Матвеева, которую окончил в 1921 году (в первом выпуске после революции) и был оставлен на работу при ней.
До 1931 года — член художественного объединения ОСТ. Выступал за реалистическую живопись в обновленной форме, противопоставляя её беспредметному искусству и конструктивизму.
Участвовал в работе русских и заграничных выставок с 1923 года. Работы преимущественно по мрамору и дереву. Скульптура «Сидящая женщина» (дерево) В. Эллонена хранится в Третьяковской галерее, в Русском музее — «Февральская революция» (гипс) и в Центральном музее Вооруженных Сил СССР.
В. Эллонен является одним из наиболее последовательных представителей формализма в скульптуре, хотя и не был чужд революционной тематике.